# Saint-Jean-d'Estissac
 Saint-Jean-d'Estissac  (en occitano Sent Joan d'Estissac) es una población y comuna francesa, situada en la región de Aquitania, departamento de Dordoña, en el distrito de Bergerac y cantón de Villamblard.
Está integrada en la Communauté de communes du Pays de Villamblard .

## Demografía
| 506 | 414 | 405 | 435 | 549 | 480 | 583 | 534 | 502 | 477 | 475 | 441 | 408 | 401 | 388 | 354 | 340 | 309 | 313 | 292 | 272 | 259 | 221 | 223 | 179 | 164 | 155 | 145 | 132 | 147 | 111 | 125 | 143 |
| Para los censos de 1962 a 1999 la población legal corresponde a la población sin duplicidades (Fuente: INSEE [Consultar]) |     |     |     |     |     |     |     |     |     |     |     |     |     |     |     |     |     |     |     |     |     |     |     |     |     |     |     |     |     |     |     |     |